# Old Ghan Heritage Railway

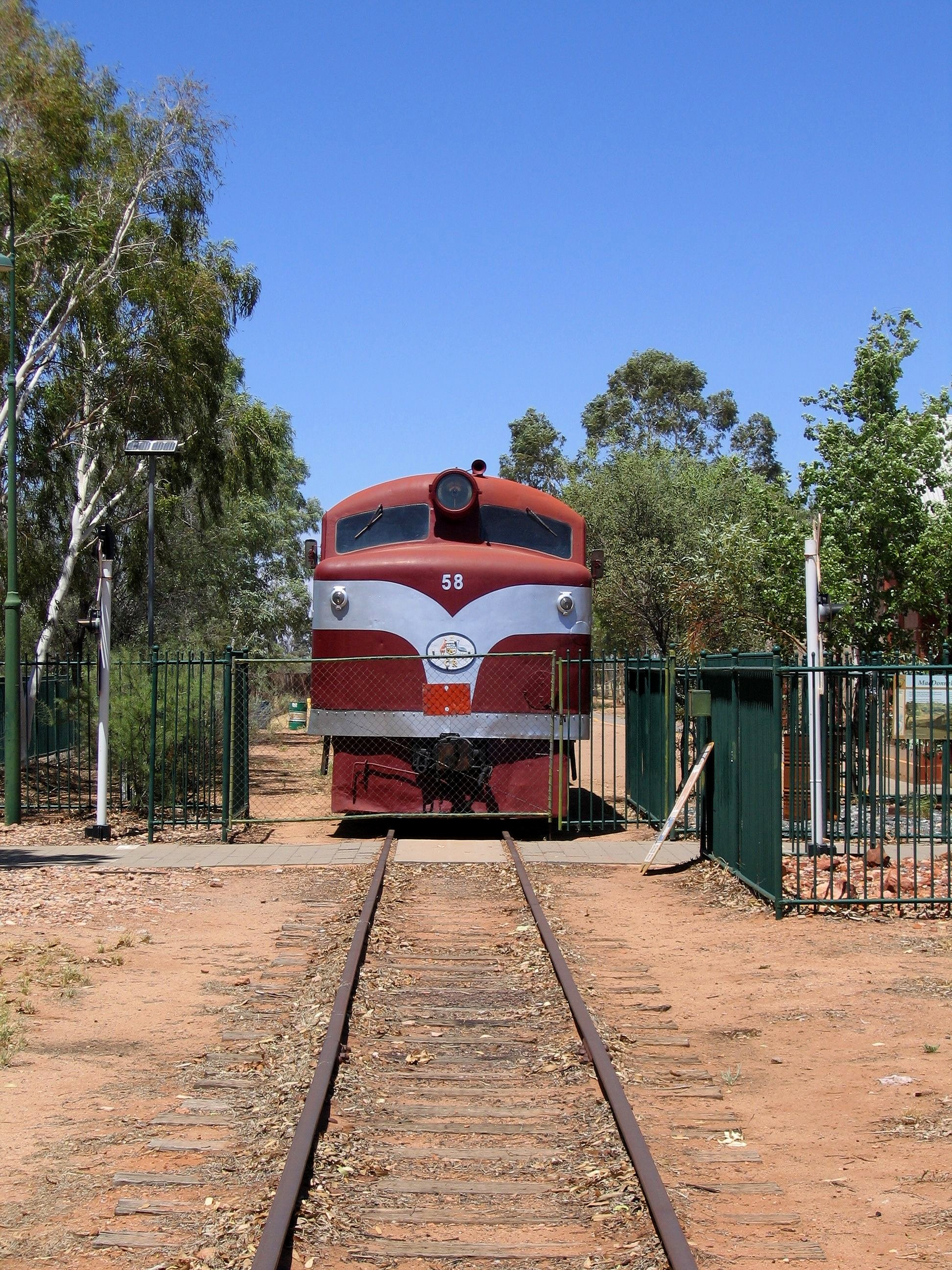
Commonwealth Railways Diesellokomotive der NSU-Klasse, ausgestellt im Museum

Old Ghan Heritage Railway ist ein Eisenbahnmuseum am südlichen Stadtrand von Alice Springs.

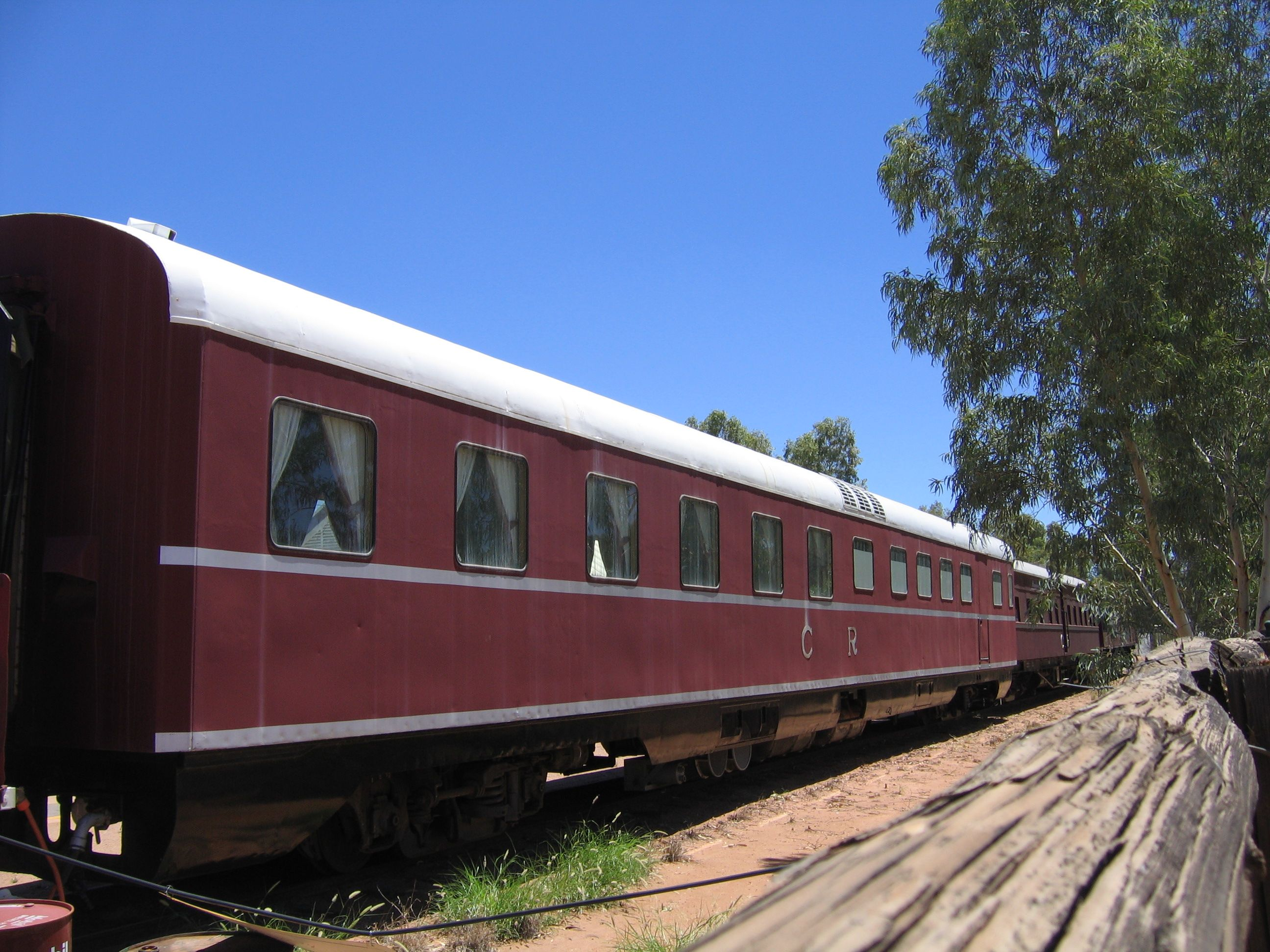
Speisewagen des historischen „The Ghan“

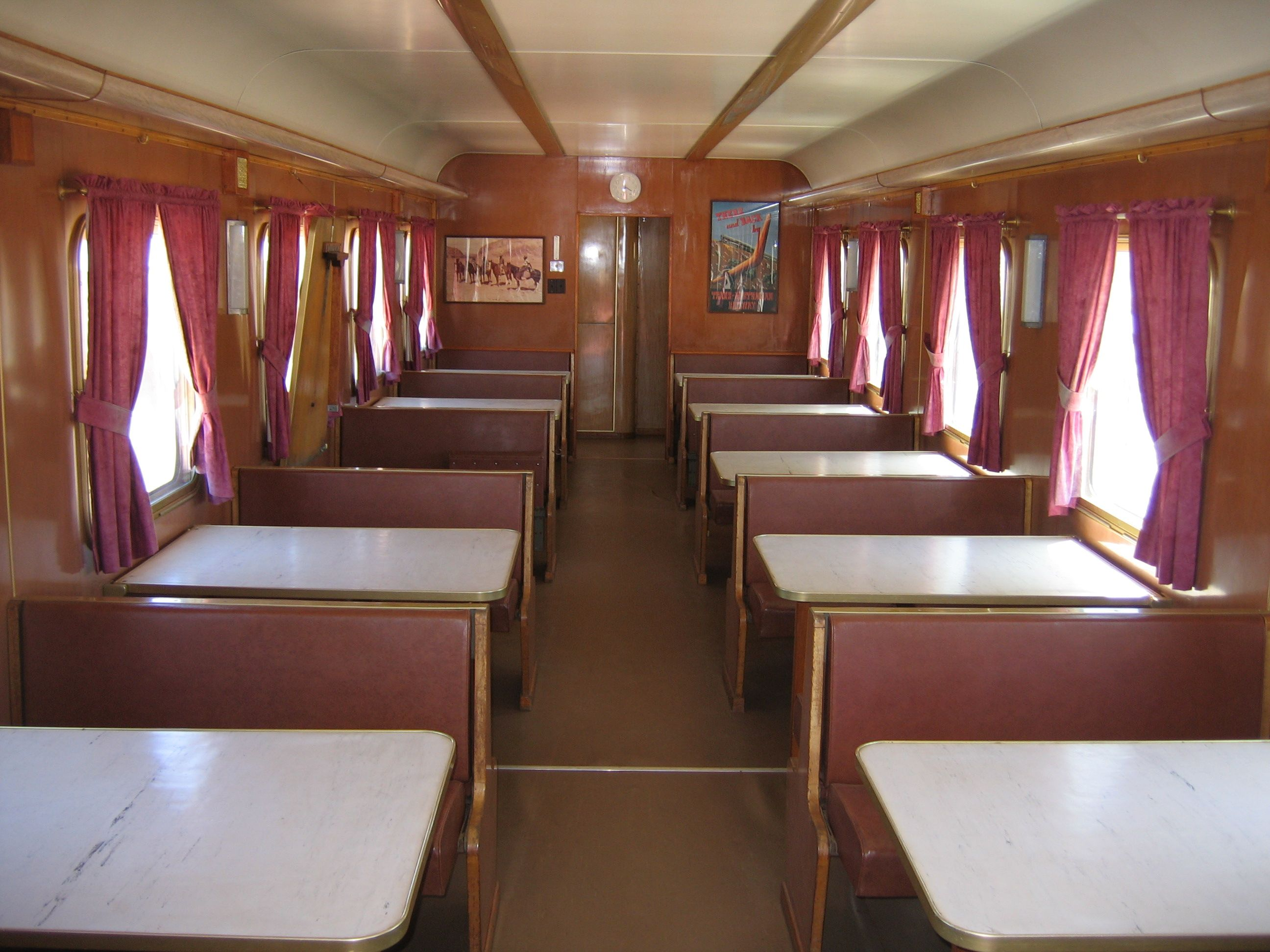
Speisewagen des historischen „The Ghan“

Das Museum zeigt eine Ausstellung zur Geschichte der Eisenbahn im Allgemeinen und zur Geschichte der kapspurigen Great Northern Railway und des Zuges The Ghan im Besonderen. Im Außengelände werden überwiegend Fahrzeuge gezeigt, die auf der Strecke im Einsatz waren, darunter auch in Deutschland hergestellte Fahrzeuge von 1951 aus dem umgespurten Trans-Australian, die zuletzt im The Ghan eingesetzt waren. Als Museumsgebäude wurde ein Replikat des alten Bahnhofs von „Stuart“ nachgebaut.
Das Museum liegt an der ehemaligen Strecke der Great Northern Railway, etwa 10 km südlich des Zentrums von Alice Springs an der Durchfahrt der ehemaligen Trasse durch den Pass der MacDonnell Ranges. Dieser Pass wird jetzt von der neuen, normalspurigen Zentralaustralischen Eisenbahn genutzt. Dort wurde das Schmalspurgleis entfernt. Auf dem sich nach Süden erstreckenden Streckenrest bis Mt. Ertwa wurde durch das Museum ein Museumsverkehr mit historischen Fahrzeugen angeboten – sowohl mit Dampf- als auch mit Dieseltraktion. Nachdem die Strecke aber nach einem Regen so stark unterspült wurde, dass sie nicht mehr befahrbar ist und eine Reparatur auf 4 Mio. A$ veranschlagt wird, wofür kein Geld vorhanden ist, ist auch dieser Restbetrieb Geschichte.